# Oudrenne
Oudrenne település Franciaországban, Moselle megyében. Lakosainak száma 730 fő (2022. január 1.). Oudrenne Budling, Elzange, Inglange, Kerling-lès-Sierck, Kœnigsmacker, Malling, Monneren és Veckring községekkel határos.

## Népesség
A település népességének változása:
| Lakosok száma | 576  | 576  | 663  | 731  | 727  | 731  | 740  | 743  | 742  | 730  |
|               | 1968 | 1982 | 1990 | 2006 | 2013 | 2015 | 2017 | 2019 | 2020 | 2022 |